# Madame Miette
Pour les articles homonymes, voir Miette.
Marie Caroline Isabelle Louis, parfois Isabelle Pontio, dite Madame Miette, est une compositrice et chanteuse française de café-concert née à Saint-Maur-des-Fossés le 23 août 1868 et morte à Paris 9e le 2 avril 1917.

## Biographie
Isabelle Louis a écrit la musique d'à peu près 50 chansons dont les paroles sont rédigées par Benoit François Pontio (avec qui elle se marie le 23 février 1892 à la mairie du 3e arrondissement de Paris), et d'autres auteurs, notamment Félix Marty.
Elle chante ses chansons en concert au nom d'artiste Miette en s'accompagnant elle-même à la guitare ou au banjo, son instrument de prédilection. Miette se produit dans les concerts pendant une vingtaine d'années au moins, entre 1894 et 1914. Ainsi, selon les mentions dans la presse de l'époque, elle joue à Paris dans des salles de café-concert dès 1894 à l'Eldorado jusqu'en 1913 à l'Empire (ex-Étoile-Palace ; 1913). Parmi ses principaux succès sont Pérette, Le Panier d'œufs, Sur la mousse.
Selon son arrière-petit-fils Cyrille de Germain, ce serait lors d'un récital à la cour de Russie, que Nicolas II lui aurait donné le pseudonyme de Miette[réf. à confirmer]. Elle se produit également à Berlin, comme relaté par la Revue d'art dramatique, dans son numéro du dernier trimestre 1899. Miette devient la « Cigale parisienne ».
Le journal La Lanterne du 18 mars 1905 relate ainsi sa rentrée très applaudie, la veille, à la Scala. Le journal La Presse du 18 octobre de la même année 1905 confirme le succès public, à la Scala, de Madame Miette et de deux autres chansonniers, restés également célèbres, Polin et Félix Mayol. L'Humanité, nouveau quotidien créé par Jean Jaurès, confirme que ce trio d’interprètes a les faveurs du public. La qualité de sa diction est renommée.
Elle se produit aussi dans le Sud de la France : au Casino de la plage à Sète, au Casino-Kursaal à Lyon,, au Casino de Cannes, à l'Alhambra d'Orléans.
Elle chante pendant des événements : à l'Automobile Club de France en 1909 pendant un banquet en honneur des membres d'une conférence diplomatique relative à la circulation internationale des automobiles et au Concert Mayol, pendant la réouverture et l'inauguration d'une nouvelle salle, le 1er septembre 1911.
Pendant la Première Guerre mondiale, Félix Mayol raconte, dans ses mémoires, des concerts donnés aux troupes avec sa « bonne camarade Miette ».
Isabelle Pontio meurt à Paris 9e le 2 avril 1917 comme professeur de musique. Elle est enterrée au cimetière de Sannois.

## Œuvres
Les partitions d'Isabelle Pontio ont été édités en majorité chez A. Courmes, éditeur de musique (Nice/Paris).
Quelques-unes des partitures en ligne.
- 1901 : Adoration !
- 1913 : Le Panier d'œufs
- 1913 : Les Tout petits béguins
- 1914 : Avant-dernière valse
- 1915 : Lisette ! Lisette !
- 1915 : Les Convenances

Les performances de Miette ont été éditées sur cylindre (jusqu'à 1905) ou sur disque (depuis 1905), non seulement chez Pathé Frères, mais aussi chez Odéon :
- Les Fagots (chanson provençale)
- Perette
- Mariage de Gontran
- Chanson nègre
- Le Grand Lucas
- Marie ta fille
- Le Biniou
- Farandole amoureuse
- Les Bécots
- La Benjolette
- La Légende des petits toutous
- Fémina
- Risette à Suson
- Pour voir les amoureux
- Bruits de baisers
- Misère et violon
- Sur la mousse (bluette espagnole)
- Aubade à ma blonde
- Amour et Musette (chanson provençale)